# Polyplectron inopinatum
Lo speroniere di Rothschild o speroniere montano (Polyplectron inopinatum (Rothschild, 1903)), che deve il nome al suo scopritore, è un uccello galliforme della famiglia dei Fasianidi.

## Descrizione

### Dimensioni
Il maschio misura circa 65 cm di lunghezza (di cui 32-40 costituiti dalla sola coda); la femmina circa 46 cm (di cui 22-27,5 di coda).

### Aspetto
Nella penisola malese, lo speroniere di Rothschild occupa gli habitat di montagna, lasciando gli habitat di pianura allo speroniere di Malacca. Esso si distingue facilmente da quest'ultimo per la testa e il dorso più scuri, le parti inferiori bruno-rosse e la coda più lunga e più stretta. La testa, piuttosto piccola, è del tutto priva di cresta, ma è presente un collare discreto. Le copritrici sotto-caudali sono lunghe, e nascondono il primo quarto della coda. La coda, molto allungata, graduata e aguzza, è formata da una ventina di rettrici decorate da ocelli metallici. Il becco è grigio. Le zampe, grigie e sottili, presentano nel maschio due speroni, mentre le femmine ne sono del tutto prive. I sessi sono quasi identici.
Nel maschio adulto la testa e il collo sono di colore grigio scuro, finemente punteggiate e chiazzate di bianco, specialmente sulla gola. Le parti inferiori, a partire dal petto, sono nerastre e vermicolate di grigio chiaro. La parte inferiore della coda è brunastra. Il dorso è castano-bruno con strette vermicolature nere e piccoli ocelli blu, la cui base macchiata di bianco nasconde la base delle piume grigie. Le primarie sono di colore bruno opaco uniforme. Le copritrici sotto-caudali sono castano-brune, ma con barre nere più marcate. Le piume più esterne sono ricoperte di larghi ocelli blu su entrambi i lati. La coda è macchiata di nero e di camoscio, con ocelli subterminali verdi su ciascuna fila di piume, tranne che sulla coppia di rettrici centrali. Il maschio del primo anno è più piccolo e più opaco dell'adulto.
La femmina adulta è di taglia inferiore ed ha una coda relativamente più piccola, meno graduata e costituita unicamente da 18 rettrici. Somiglia molto al suo compagno, ma in essa gli ocelli delle parti superiori sono rimpiazzati da segni neri e quelli sulla coda sono praticamente assenti. I giovani sono simili alle femmine.

### Voce
I maschi emettono da 1 a 4 risolini striduli o grida distanziati ciascuno di 5-6 secondi. Quando sono allarmati, emettono dei richiami simili in tutto e per tutto al chiocciare del pollo domestico. È inoltre possibile ascoltare un fischio tranquillo costituito da suoni inarticolati e discendenti. Lo speroniere di Rothschild viene considerato come una specie dalla comunicazione vocale meno sviluppata rispetto alla maggior parte dei congeneri.

## Biologia

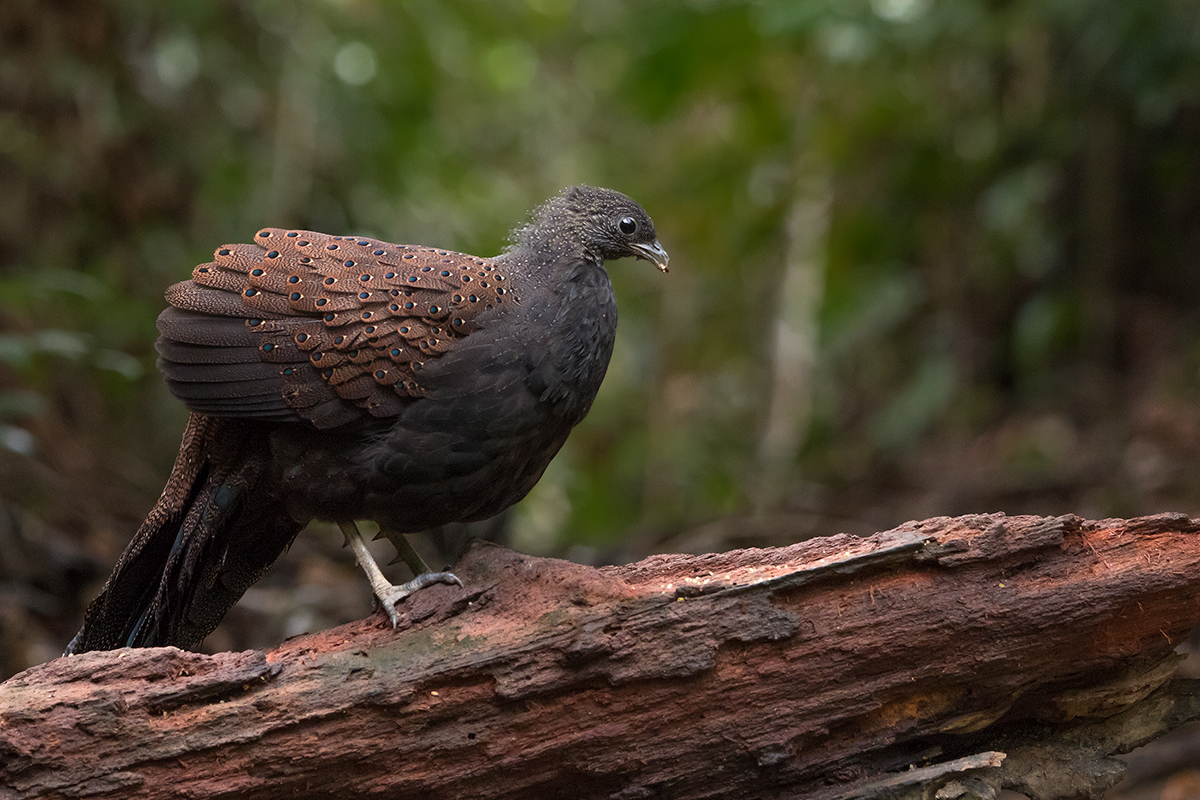

Nel comportamento, presenta atteggiamenti che non differiscono molto da quelli dello speroniere di Malacca. Come in quest'ultimo, profonde cavità scavate nel terreno rivelano attività di razzolamento. Gli speronieri di Rothschild vivono in gruppi di 4 o 5 individui costituiti almeno da un maschio, una femmina e due immaturi. Sono molto prudenti ed inclini a rifugiarsi nel sottobosco al minimo segnale di pericolo. Apprezzano in particolar modo le piccole gole ricoperte da cespugli, ma si possono trovare anche lungo sentieri sommari e ai bordi delle creste.
Lo speroniere di Rothschild effettua una parata nuziale con una serie di posture che ricordano quelle messe in atto dallo speroniere di Sumatra. Essa consiste essenzialmente di spostamenti rapidi intorno alla femmina. Questa parata è accompagnata da movimenti della testa, battiti d'ali, toelettatura e offerta di cibo alla femmina. Durante l'intera durata della parata, vengono emessi deboli stridii acuti.

### Alimentazione
Gli speronieri di Rothschild hanno una dieta mista: si nutrono di larve, coleotteri, formiche, termiti, ragni e altri invertebrati. Tuttavia, non vengono affatto trascurate le sostanze di origine vegetale, in particolare le bacche di piante acquatiche del genere Calamus. Alcuni uccelli sono stati inoltre osservati mentre beccavano boccioli di fiori.

### Riproduzione
Questa specie è considerata monogama a causa del basso livello di dimorfismo sessuale, ma questa affermazione è solamente ipotetica e necessita di conferma. In natura sono stati scoperti solamente due nidi: il primo era situato tra due alberi caduti in una zona di rocce affioranti; il secondo era una semplice raschiatura del terreno priva di qualsiasi imbottitura ai piedi di un rododendro in una fitta foresta. La stagione riproduttiva inizia a febbraio, talvolta anche prima, e dipende senza dubbio dall'andamento del clima. La covata è costituita da 2 uova di colore camoscio-bianco, molto allungate. In cattività, l'incubazione dura da 19 a 21 giorni. La femmina si dedica da sola sia alla cova che all'educazione dei giovani. Essa manifesta un comportamento aggressivo nei confronti del maschio, se questo cerca di avvicinarsi ai pulcini. Stando così le cose, si ritiene che il maschio non svolga alcun ruolo parentale. Durante la prima settimana, i piccoli rimangono all'ombra della madre. Acquisendo maggior sicurezza, svolazzano nel giro di 4 giorni, e progredendo nell'apprendimento riescono ad appollaiarsi facilmente accanto alla femmina ad altezze di 2 metri quando raggiungono i 16 giorni di età. A partire da circa 4 mesi, i sessi diventano identificabili, in quanto i maschi presentano una statura più imponente e sfoggiano una coda più lunga.

## Distribuzione ed habitat
Gli speronieri di Rothschild frequentano le foreste primarie di montagna costituite principalmente da dipterocarpi, ad altitudini che variano tra 820 e 1800 metri sul livello del mare. Alcune prove, ad esempio piume raccolte sul terreno, suggeriscono che possano scendere talvolta fino a 600 m. A volte i sottoboschi rocciosi che prediligono sono situati su un terreno particolarmente scosceso tra boschetti di bambù e grandi alberi. Il loro areale, molto ristretto, si estende principalmente alle montagne del centro della penisola malese. Recentemente, la specie è stata rinvenuta anche all'estremo sud della Thailandia, nelle province di Yala e di Narathiwat.

## Conservazione
La popolazione totale è stimata tra 2500 e 10.000 individui, quindi la maggior parte degli osservatori ritiene che la specie non sia minacciata a livello globale.